# Actually...
「Actually...」（アクチュアリー）は、日本の女性アイドルグループ乃木坂46の楽曲。2022年3月23日に乃木坂46の29作目のシングルとしてN46Div.から発売された。秋元康が作詞、NAMITOが作曲した。楽曲のセンターポジションは中西アルノが初めて務めた。中西が活動を自粛していた期間は齋藤飛鳥と山下美月をセンターとする形で披露され（詳細後述）、ミュージック・ビデオも中西および齋藤・山下をセンターとする2バージョンが制作された。

## 背景とリリース
Blu-ray付属のType-A・B・C・D、CDのみの通常盤、前述した5形態に収録されている歌唱楽曲をコンプリートした配信限定のSpecial Editionの計6形態での発売。Special Editionの配信はCDの発売より1週間早い3月16日に開始された。通常盤以外の全形態には「全国イベント参加券orスペシャルプレゼント応募券」および生写真1枚が封入されている。CDシングルとしては前作『君に叱られた』から約半年ぶりのリリースとなる。
表題曲の初解禁およびセンターの発表は、2月21日から23日にかけて公式YouTubeチャンネル「乃木坂配信中」で生配信された『乃木坂46時間TV』の23日配信分で実施された。テレビ初披露は、同日にテレビ東京系列で放送された『テレ東音楽祭』。3月20日に表題曲のミュージック・ビデオが、公式YouTubeチャンネル「乃木坂46 OFFICIAL YouTube CHANNEL」で公開された。

## アートワーク
| Type-A 表 | 中西アルノ                                                                       |
| Type-B 表 | 齋藤飛鳥・山下美月                                                               |
| Type-C 表 | 秋元真夏・梅澤美波・久保史緒里・与田祐希                                         |
| Type-D 表 | 遠藤さくら・賀喜遥香・筒井あやめ                                                 |
| 通常盤 表 | 岩本蓮加・掛橋沙耶香・柴田柚菜・鈴木絢音・清宮レイ・田村真佑・早川聖来・樋口日奈 |

アートディレクターはYUKARI（OFBYFOR TOKYO）、フォトグラファーは高橋勇人が担当した。

## チャート成績
- オリコンチャート
  - 初週46万3439枚を売り上げ、2022年4月4日付の「オリコンシングルランキング」で初登場週間1位を獲得。これで28作連続・通算28作目の1位となった[25][3]。
  - 初週47万4321ポイントを記録し、2022年4月4日付の「オリコン合算シングルランキング」で初登場週間1位を獲得。これで通算7作目の1位となった[26][4]。
- Billboard JAPAN
  - 初週56万1071枚を売り上げ、2022年3月30日公開の「Billboard Japan Top Singles Sales」で初登場週間1位を獲得[5][27]。
  - 2022年3月30日公開の「Billboard Japan Hot 100」で表題曲「Actually...」が週間1位を獲得[6][28]。

## ミュージック・ビデオ
Actually...
監督：黒沢清、振付：Seishiro
センターを務める中西アルノの活動自粛が発表される前に制作されたミュージック・ビデオで、黒沢清が監督を務めた約20分にわたるショートドラマも交えた内容となっている。
Actually...（齋藤飛鳥・山下美月 ダブルセンターVer.）
監督：東市篤憲
中西アルノの活動自粛にともない、齋藤飛鳥と山下美月のダブルセンターバージョンとして新たに制作されたミュージック・ビデオ。東京・新宿の三角広場で撮影され、メンバー全員のパフォーマンスが際立つ映像となっている。本バージョンはCDの特典映像として本作には収録されず、発売3日前の3月20日に公式YouTubeチャンネルで公開された。
価値あるもの
監督：東市篤憲
1月下旬に都内のスタジオで撮影された。今は叶わないものの、世界中や宇宙へ、いつか旅に出かけられる日が来るかもしれない、といった映像の中だけの旅行が描かれているミュージック・ビデオとなっている。
忘れないといいな
監督：伊藤衆人
1月下旬に千葉県で撮影された。「今の北野日奈子から、昔の北野日奈子へのメッセージ」というテーマで撮影され、ミュージック・ビデオに使用されている写真はすべて北野本人が提供したもの。
届かなくたって…
監督：Hiroya Brian Nakano
1月下旬に神奈川県横須賀市で撮影された。メンバーの二面性を引き出すことをコンセプトに美術館と工場跡地で撮影され、夜の工場跡地での撮影では、天気予報に反して雨が降り始めてしまったため、雨の中で続行された。

## シングル収録トラック

### Type-A
| #         | タイトル                            | 作詞      | 作曲      | 編曲             | 時間  |
| --------- | ----------------------------------- | --------- | --------- | ---------------- | ----- |
| 1.        | 「Actually...」                     | 秋元康    | NAMITO    | APAZZI           | 3:40  |
| 2.        | 「深読み」                          | 秋元康    | 高木龍一  | 高木龍一         | 3:54  |
| 3.        | 「価値あるもの」                    | 秋元康    | 杉山勝彦  | 杉山勝彦、谷地学 | 4:32  |
| 4.        | 「Actually... ～off vocal ver.～」  |           | NAMITO    | APAZZI           | 3:40  |
| 5.        | 「深読み ～off vocal ver.～」       |           | 高木龍一  | 高木龍一         | 3:54  |
| 6.        | 「価値あるもの ～off vocal ver.～」 |           | 杉山勝彦  | 杉山勝彦、谷地学 | 4:31  |
| 合計時間: | 合計時間:                           | 合計時間: | 合計時間: | 合計時間:        | 24:11 |

| #  | タイトル                                                    | 作詞 | 作曲・編曲 | 監督     |
| -- | ----------------------------------------------------------- | ---- | ---------- | -------- |
| 1. | 「Actually... Music Video」                                 |      |            | 黒沢清   |
| 2. | 「価値あるもの Music Video」                                |      |            | 東市篤憲 |
| 3. | 「5期生ドキュメンタリー」(五百城茉央 / 池田瑛紗/一ノ瀬美空) |      |            |          |

### Type-B
| #         | タイトル                                | 作詞      | 作曲       | 編曲       | 時間  |
| --------- | --------------------------------------- | --------- | ---------- | ---------- | ----- |
| 1.        | 「Actually...」                         | 秋元康    | NAMITO     | APAZZI     | 3:40  |
| 2.        | 「深読み」                              | 秋元康    | 高木龍一   | 高木龍一   | 3:54  |
| 3.        | 「忘れないといいな」                    | 秋元康    | 伊藤心太郎 | 伊藤心太郎 | 3:47  |
| 4.        | 「Actually... ～off vocal ver.～」      |           | NAMITO     | APAZZI     | 3:40  |
| 5.        | 「深読み ～off vocal ver.～」           |           | 高木龍一   | 高木龍一   | 3:54  |
| 6.        | 「忘れないといいな ～off vocal ver.～」 |           | 伊藤心太郎 | 伊藤心太郎 | 3:45  |
| 合計時間: | 合計時間:                               | 合計時間: | 合計時間:  | 合計時間:  | 22:40 |

| #  | タイトル                                              | 作詞 | 作曲・編曲 | 監督     |
| -- | ----------------------------------------------------- | ---- | ---------- | -------- |
| 1. | 「Actually... Music Video」                           |      |            | 黒沢清   |
| 2. | 「忘れないといいな Music Video」                      |      |            | 伊藤衆人 |
| 3. | 「5期生ドキュメンタリー」(井上和 / 小川彩 / 岡本姫奈) |      |            |          |

### Type-C
| #         | タイトル                               | 作詞      | 作曲      | 編曲      | 時間  |
| --------- | -------------------------------------- | --------- | --------- | --------- | ----- |
| 1.        | 「Actually...」                        | 秋元康    | NAMITO    | APAZZI    | 3:40  |
| 2.        | 「深読み」                             | 秋元康    | 高木龍一  | 高木龍一  | 3:54  |
| 3.        | 「届かなくたって…」                    | 秋元康    | 外山大輔  | 外山大輔  | 4:42  |
| 4.        | 「Actually... ～off vocal ver.～」     |           | NAMITO    | APAZZI    | 3:40  |
| 5.        | 「深読み ～off vocal ver.～」          |           | 高木龍一  | 高木龍一  | 3:54  |
| 6.        | 「届かなくたって… ～off vocal ver.～」 |           | 外山大輔  | 外山大輔  | 4:40  |
| 合計時間: | 合計時間:                              | 合計時間: | 合計時間: | 合計時間: | 24:30 |

| #  | タイトル                                                                 | 作詞 | 作曲・編曲 | 監督                |
| -- | ------------------------------------------------------------------------ | ---- | ---------- | ------------------- |
| 1. | 「Actually... Music Video」                                              |      |            | 黒沢清              |
| 2. | 「届かなくたって… Music Video」                                          |      |            | Hiroya Brian Nakano |
| 3. | 「5期生ドキュメンタリー」(奥田いろは / 菅原咲月 / 冨里奈央 / 中西アルノ) |      |            |                     |

### Type-D
| #         | タイトル                            | 作詞      | 作曲         | 編曲      | 時間  |
| --------- | ----------------------------------- | --------- | ------------ | --------- | ----- |
| 1.        | 「Actually...」                     | 秋元康    | NAMITO       | APAZZI    | 3:40  |
| 2.        | 「深読み」                          | 秋元康    | 高木龍一     | 高木龍一  | 3:54  |
| 3.        | 「絶望の一秒前」                    | 秋元康    | ツキダタダシ | 若田部誠  | 4:59  |
| 4.        | 「Actually... ～off vocal ver.～」  |           | NAMITO       | APAZZI    | 3:40  |
| 5.        | 「深読み ～off vocal ver.～」       |           | 高木龍一     | 高木龍一  | 3:54  |
| 6.        | 「絶望の一秒前 ～off vocal ver.～」 |           | ツキダタダシ | 若田部誠  | 4:58  |
| 合計時間: | 合計時間:                           | 合計時間: | 合計時間:    | 合計時間: | 25:05 |

| #  | タイトル                     | 作詞 | 作曲・編曲 | 監督     |
| -- | ---------------------------- | ---- | ---------- | -------- |
| 1. | 「Actually... Music Video」  |      |            | 黒沢清   |
| 2. | 「絶望の一秒前 Music Video」 |      |            | 今原電気 |
| 3. | 「Making of 5期生MV」        |      |            |          |

### 通常盤
| #         | タイトル                                | 作詞      | 作曲       | 編曲                 | 時間  |
| --------- | --------------------------------------- | --------- | ---------- | -------------------- | ----- |
| 1.        | 「Actually...」                         | 秋元康    | NAMITO     | APAZZI               | 3:40  |
| 2.        | 「深読み」                              | 秋元康    | 高木龍一   | 高木龍一             | 3:54  |
| 3.        | 「好きになってみた」                    | 秋元康    | youth case | youth case、石塚知生 | 4:15  |
| 4.        | 「Actually... ～off vocal ver.～」      |           | NAMITO     | APAZZI               | 3:40  |
| 5.        | 「深読み ～off vocal ver.～」           |           | 高木龍一   | 高木龍一             | 3:54  |
| 6.        | 「好きになってみた ～off vocal ver.～」 |           | youth case | youth case、石塚知生 | 4:14  |
| 合計時間: | 合計時間:                               | 合計時間: | 合計時間:  | 合計時間:            | 23:37 |

### Special Edition
| 全作詞: 秋元康。 |                      |           |              |                      |      |
| #                | タイトル             | 作詞      | 作曲         | 編曲                 | 時間 |
| 1.               | 「Actually...」      | 秋元康    | NAMITO       | APAZZI               | 3:40 |
| 2.               | 「深読み」           | 秋元康    | 高木龍一     | 高木龍一             | 3:54 |
| 3.               | 「価値あるもの」     | 秋元康    | 杉山勝彦     | 杉山勝彦、谷地学     | 4:32 |
| 4.               | 「忘れないといいな」 | 秋元康    | 伊藤心太郎   | 伊藤心太郎           | 3:47 |
| 5.               | 「届かなくたって…」  | 秋元康    | 外山大輔     | 外山大輔             | 4:42 |
| 6.               | 「絶望の一秒前」     | 秋元康    | ツキダタダシ | 若田部誠             | 4:59 |
| 7.               | 「好きになってみた」 | 秋元康    | youth case   | youth case、石塚知生 | 4:15 |
| 合計時間:        | 合計時間:            | 合計時間: | 合計時間:    | 29:49                |      |

## 歌唱メンバー

### Actually...
（センター：中西アルノ）
- 3列目：田村真佑、掛橋沙耶香、清宮レイ、鈴木絢音、樋口日奈、岩本蓮加、柴田柚菜、早川聖来
- 2列目：久保史緒里、賀喜遥香、与田祐希、遠藤さくら、筒井あやめ
- 1列目：梅澤美波、山下美月、中西アルノ、齋藤飛鳥、秋元真夏

選抜メンバーは前作より3人少ない18人選抜である。福神は10名で、15thシングル「裸足でSummer」以来の十福神となる。センターは5期生の中西アルノが初選抜で初センターを務める。加入2ヶ月弱でセンターに選ばれたのはグループ史上最短記録となる。また初選抜で初センターは24thシングル「夜明けまで強がらなくてもいい」の遠藤さくら以来となる。なお、中西は2022年3月3日に活動を自粛することが発表され、発表後初のパフォーマンスとなった同月5日放送の『シブヤノオト』（NHK総合）以降は齋藤飛鳥と山下美月がダブルセンターを務める新フォーメーションで披露されている。新フォーメーションでは歌割りも一部変更されており、当初、曲冒頭に存在した中西のソロパートが、齋藤、山下二人のユニゾンとなるなど、曲を通してソロパートは存在しない形となる。前作でフロントメンバーだった与田祐希、遠藤さくら、賀喜遥香は2列目に下がり、代わりに副キャプテンの梅澤美波、キャプテンの秋元真夏がフロント入りした。秋元は17thシングル「インフルエンサー」以来2度目、梅澤は26thシングル「僕は僕を好きになる」以来3度目のフロントとなる。4期生の柴田柚菜が初選抜。また、2期生の鈴木絢音、4期生の掛橋沙耶香が初の連続選抜になった。前作の選抜メンバーからは本作発売までにグループを卒業した生田絵梨花、新内眞衣、高山一実、星野みなみと2022年4月いっぱいでの卒業を発表し、本作の表題曲・アンダー曲は不参加となる北野日奈子以外の全メンバーが本作でも引き続き選抜されている。

### 深読み
（センター：齋藤飛鳥）
- 秋元真夏、齋藤飛鳥、樋口日奈、鈴木絢音、岩本蓮加、梅澤美波、久保史緒里、山下美月、与田祐希、遠藤さくら、賀喜遥香、掛橋沙耶香、柴田柚菜、清宮レイ、田村真佑、筒井あやめ、早川聖来、中西アルノ

歌唱メンバーは、表題曲の選抜メンバーと同じ。

### 価値あるもの
（センター：久保史緒里）
- 久保史緒里、阪口珠美、中村麗乃、遠藤さくら、賀喜遥香、金川紗耶、北川悠理、佐藤璃果

2022年に成人式を迎えた“新・華の2001年組”メンバーによるユニット曲。

### 忘れないといいな
- 北野日奈子

2022年4月30日をもって卒業した北野のソロ曲。卒業予定だった北野は今作の選抜・アンダー楽曲にいずれも参加せず、この楽曲のみの参加となった。

### 届かなくたって…
（センター：佐藤楓）
- 和田まあや、山崎怜奈、伊藤理々杏、阪口珠美、佐藤楓、中村麗乃、向井葉月、吉田綾乃クリスティー、金川紗耶、北川悠理、黒見明香、佐藤璃果、林瑠奈、松尾美佑、矢久保美緒、弓木奈於

アンダーメンバーによる楽曲。佐藤楓にとっては、この楽曲で自身初のセンターを務めることとなる。

### 絶望の一秒前
（センター：井上和）
- 五百城茉央、池田瑛紗、一ノ瀬美空、井上和、岡本姫奈、小川彩、奥田いろは、川﨑桜、菅原咲月、冨里奈央、中西アルノ

5期生による初の楽曲。池田瑛紗と川﨑桜はミュージックビデオのダンスシーンに参加していないが、シルエットで出演している。

### 好きになってみた
（センター：山下美月）
- 秋元真夏、齋藤飛鳥、樋口日奈、鈴木絢音、岩本蓮加、梅澤美波、久保史緒里、山下美月、与田祐希、遠藤さくら、賀喜遥香、掛橋沙耶香、柴田柚菜、清宮レイ、田村真佑、筒井あやめ、早川聖来、中西アルノ

歌唱メンバーは、表題曲の選抜メンバーと同じ。